# Nenad Petrović
Nenad Petrović est un compositeur de problèmes d'échecs (un problémiste) yougoslave né le 7 septembre 1907 à Zagreb en Autriche-Hongrie et mort le 9 novembre 1989 à Zagreb. Grand maître international pour la composition échiquéenne en 1976, il est l'auteur d'environ un millier de problèmes d'échecs dans des genres variés dont 121 sont repris dans les Albums FIDE.
Il fut le fondateur de la revue Problem en 1951, qui devint l'organe officiel Problèmes de la Commission permanente pour la composition échiquéenne Fédération internationale des échecs.
Il fut un des éditeurs et des initiateurs de l'Album FIDE et participa à la compilation des problèmes pour la période de 1945 à 1964.